# 마이클 페카
마이클 앤서니 페카(영어: Michael Anthony Peca, 1974년 3월 26일~)는 캐나다의 아이스하키 선수로 포지션은 센터이다. 현역 시절에 내셔널 하키 리그(NHL)의 밴쿠버 커넉스, 버펄로 세이버스, 뉴욕 아일런더스,에드먼턴 오일러스, 토론토 메이플리프스, 콜럼버스 블루재키츠 소속으로 뛰었다. 그는 NHL 통산 864경기를 뛰었고 리그 최우수 수비형 공격수에게 수여되는 프랭크 J. 셀키 트로피를 2회 수상했다.
국제 대회에 캐나다 국가대표로 활동했으며, 2002년 동계 올림픽에서 금메달을 획득했다.